# 1991년 8월
| 1991년: 1월 · 2월 · 3월 · 4월 · 5월 · 6월 · 7월 · 8월 · 9월 · 10월 · 11월 · 12월 |

| <          | 1991년 8월 | 1991년 8월 | 1991년 8월 | 1991년 8월  | 1991년 8월 | >           |
| 일         | 월         | 화         | 수         | 목          | 금         | 토          |
|            |            |            |            | 1 6.21 계묘 | 2 22 갑진  | 3 23 을사   |
| 4 24 병오  | 5 25 정미  | 6 26 무신  | 7 27 기유  | 8 28 경술   | 9 29 신해  | 10 7.1 임자 |
| 11 2 계축  | 12 3 갑인  | 13 4 을묘  | 14 5 병진  | 15 6 정사   | 16 7 무오  | 17 8 기미   |
| 18 9 경신  | 19 10 신유 | 20 11 임술 | 21 12 계해 | 22 13 갑자  | 23 14 을축 | 24 15 병인  |
| 25 16 정묘 | 26 17 무진 | 27 18 기사 | 28 19 경오 | 29 20 신미  | 30 21 임신 | 31 22 계유  |

| 편집하기 |

## 1991년8월 27일
- 몰도바가 독립하다.
- 일본의 가수 오자키 유타카가 후쿠시마현 고리야마시 문화센터에서 콘서트를 했다.

## 1991년8월 25일
- 리누스 토르발스가 유즈넷 뉴스그룹에 새로운 자유 운영 체제를 만들고 있다고 발표하다.

## 1991년8월 24일
- 우크라이나가 소비에트 연방으로부터 독립하다.
- 미하일 고르바초프가 소련 공산당 서기장에서 사퇴하다.

## 1991년8월 22일
- 대한민국과 알바니아가 수교하다.

## 1991년8월 21일
- 라트비아, 소비에트 연방으로부터 독립하다.

## 1991년8월 14일
- 일본군 위안부 피해자 김학순 할머니가 전 세계 최초로 자신의 위안부 피해 사실을 공개하다.

## 1991년8월 19일
- 소련의 보수파들이 8월 쿠데타를 일으켜 고르바초프 대통령을 연금하다. (~21일)

## 1991년8월 8일
- 레바논에서 이슬람 지하드에 5년 넘게 인질로 붙잡혀 있던 영국 저널리스트 존 매카시가 풀려나다.

## 1991년8월 6일
- 팀 버너스리, 월드 와이드 웹을 공개.